# Viktor Pavičić
Viktor Pavičić, född 15 oktober 1898, i Kroatien död 20 januari 1943 i Stalingrad, var en kroatisk överste. Han ledde en kroatisk legion som var inblandad i striderna vid östfronten under andra världskriget och vid Slaget om Stalingrad under vilket han stupade.